# Ron Nelson
Ronald (Ron) Jack A. Nelson (Joliet (Illinois), 14 december 1929
– 24 december 2023) was een Amerikaans componist, muziekpedagoog en dirigent.

## Levensloop
Nelsons vader werkte bij een treinmaatschappij en zijn moeder was verkoopster in een groot winkelcentrum. Beide ouders wensten voor hun zoon een muzikale carrière: de vader kon zich voorstellen dat Ron pianostemmer werd en zijn moeder was ervan overtuigd dat Ron een goed organist kon worden. De pianoleraar van zijn moeder gaf hem de eerste muzieklessen toen hij zes jaar was. Hij adviseerde hem alles op te schrijven wat hij op de piano improviseerde. Zijn eerste kleine compositie leeftijd was The Sailboat. Op 12-jarige leeftijd stapte hij over op orgelles en een jaar later werd hij organist. Aan de Joliet Township High-School bleef hij met muziek in contact. Hij leerde zichzelf contrabas te spelen en kon daarmee in de schoolband meespelen. Later kreeg hij lessen van de dirigent Bruce Houseknecht, die aan de Eastman School of Music was opgeleid. Gedurende deze tijd schreef hij een Concerto, voor piano en harmonieorkest.
Dankzij de hulp van zijn leraar en dirigent kon hij van 1948 tot 1956 aan de Eastman School of Music studeren bij Howard Hanson en Bernard Rogers. Van Hanson zei hij, dat hij voor hem een inspiratiebron, een mentor, was en op basis daarvan bleef hij aan de Eastman School. In 1952 behaalde hij de Bachelor of Music, in 1953 de Master of Music en in 1956 de Doctor of Musical Arts. In 1954 en 1955 kon hij met een studiebeurs van de Fulbright Grant studeren in Parijs aan de École Normale de musique de Paris en aan het Conservatoire national supérieur de musique bij onder anderen Nadia Boulanger, Arthur Honegger en Tony Aubin. Tijdens zijn Europareis was hij ook in het Verenigd Koninkrijk en leerde hij Ralph Vaughan Williams en William Walton kennen.
Terug in de Verenigde Staten werd hij 1956 professor aan de muziekfaculteit van de Brown University, Rhode Island. Van 1963 tot 1973 was hij hoofd van het Music Departement en in 1993 ging hij met pensioen.

## Prijzen
In 1991 kreeg hij als eerste musicoloog de Acuff Chair of Excellence in the Creative Arts-Arward. In 1993 kreeg hij voor zijn compositie Passacaglia (Homage on B-A-C-H) alle drie belangrijke compositieprijzen voor harmonieorkest in de Verenigde Staten, de National Band Association Prize, de American Bandmasters Association Ostwald Prize en de Sudler International Prize. In 1994 werd hij met de Medal of Honor van de John Sousa-Foundation in Washington D.C. bekroond.

## Werken
Als componist kreeg hij talrijke opdrachten van de bekendste orkesten en organisaties van de Verenigde Staten en uit het buitenland. Hij was verder gastcomponist en -dirigent aan verschillende universiteiten in de Verenigde Staten, zoals de Universiteit van Illinois in Champaign-Urbana, Yale-universiteit in New Haven, Connecticut, Universiteit van Noord-Texas in Denton, Western Michigan University in Kalamazoo, Sam Houston State University in Huntsville, Lawrence University te Appleton, Universiteit van Massachusetts in Dartmouth, Universiteit van Southern Maine in Portland, California Institute of Technology en de Princeton-universiteit in Princeton, New Jersey. Als componist schreef hij twee opera's, een mis, cantates, oratoria, muziek voor film en televisie, rond 90 koorwerken en 40 werken voor orkest en harmonieorkest.
Nelson overleed op 94-jarige leeftijd op 24 december 2023.

## Composities

### Werken voor orkest
- 1954 Sarabande: For Katherine in April
- 1955 Savannah River Holiday
- 1960 This is the Orchestra, voor spreker en orkest
- 1960 Jubilee
- 1961 Overture for Latecomers
- 1961 Toccata for Orchestra
- 1969 Trilogy: JFK-MLK-RFK, voor orkest en geluidsband
- 1976 Five Pieces after Paintings by Andrew Wyeth
  1. Winter 1946
  2. Young America
  3. Christina's World
  4. The Drifter
  5. The Patriot
- 1977 Meditation and Dance
- 1983 Fanfare for a Celebration
- 1988 Elegy II, voor strijkorkest
- 1996 Panels "Epiphanies II"
- 1997 Resonances III

### Werken voor harmonieorkest
- 1948 Concerto, voor piano en harmonieorkest
- 1958 Mayflower Overture
- 1969 Rocky Point Holiday, voor harmonieorkest
- 1973 Savannah River Holiday
- 1982 Fanfare for a Celebration
- 1982 Medieval Suite
  1. Homage to Leonin
  2. Homage to Perotin
  3. Homage to Machaut
- 1983 Pebble Beach Sojoum, voor orgel, koperblazers en slagwerk
- 1984 Aspen Jubilee
- 1985 Te Deum Laudamus, voor gemengd koor (SATB) en harmonieorkest
- 1986 Brevard Fanfare, voor koperblazers
- 1988 Danza Capriccio, voor altsaxofoon solo en harmonieorkest
- 1989 Morning Alleluias
- 1989 Fanfare for the Hour of Sunrise
- 1990 Resonances I
- 1991 Lauds "Praise High Day"
- 1992 To the Airborne
- 1992 Passacaglia (Homage on B-A-C-H)
- 1994 Epiphanies - Fanfares and Chorales
- 1994 Chaconne - In Memoriam...
- 1994 Sonoran Desert Holiday
- 1995 Courtly Airs and Dances
  1. Intrada
  2. Basse Dance
  3. Pavane
  4. Saltarello
  5. Sarabande
  6. Allemande
- 1995 Fanfare for Kennedy Center, voor koperensemble en slagwerk
- 1997 Resonances II
- 1998 Nightsong, voor eufonium en harmonieorkest
- 1999 Fanfare for the new Millennium, voor harmonieorkest en twee antiphonaale koperblazers-koren
- 2006 Pastorale: Autumn Rune

### Muziektheater

#### Opera's
- 1955-1956 The Birthday of the Infanta, opera voor kamerorkest
- 1981 Hamaguchi, opera voor kamerensemble

#### Balletten
- 1954 Dance in Ruins

### Kamermuziek
- 1982 Kristen's Song, voor viool, fluit en orgel
- 1983 And the Moon Rose Golden, voor cello en piano
- 1986 Nightsong, voor een instrument en piano

### Missen, cantates, oratoria en geestelijke muziek
- 1958 Cantata: The Christmas Story, voor gemengd koor (SATB), orgel, koperblazers en pauken
- 1958 Glory to God, voor gemengd koor (SATB), orgel en koperblazers
- 1958 Christmas Fanfare, voor gemengd koor (SATB), koperblazers en pauken
- 1958 Choral Fanfare for Easter, voor gemengd koor en spreker
- 1962 Three Ancient Prayers, voor gemengd koor (SATB) en orgel
  1. O Lord how can we know Thee
  2. Hear, o Israel
  3. Cause us o Lord
- 1963 Triumphal Te Deum, voor dubbelkoor (SSAATTBB), koperblazers, orgel en slagwerk
- 1964 Oratorio: What is Man?, oratorium in drie delen, voor spreker, sopraan solo en bariton solo, gemengd koor en orkest
- 1967 God bring thy Sword, voor gemengd koor, orgel en slagwerk
- 1969 Alleluia, July 20, 1969, voor gemengd koor
- 1971 Psalm 95, voor gemengd koor en instrumental-ensemble
- 1972 Prayer of Emperor of China on the Altar of Heaven, December 21, 1539, voor gemengd koor en instrumental-ensemble
- 1975 Prayer of St. Francis of Assisi, voor gemengd koor en orgel
- 1978 O God invent a Word for us, voor gemengd koor en kinderkoor
- 1981 Mass of Saint LaSalle, voor gemengd koor, orgel, mallet-percussie, instrumental-ensemble, twee piano's en slagwerk
  1. Kyrie
  2. Gloria
  3. Sanctus
  4. Agnus Dei
- 1982 Make Music in the Lord's Honor, voor gemengd koor, orgel en koperblazers
- 1984 Praise the Name, voor gemengd koor en orgel
- 1985 Te Deum Laudamus, voor gemengd koor (SATB) en harmonieorkest
- 1985 Festive Anthem, voor gemengd koor, koperblazers en orgel

### Werken voor koor
- 1958 Three Mountain Ballads, voor driestemmig vrouwenkoor (SSA), harp en fluit
  1. He's gon away
  2. Will he remember?
  3. Babara Allen
- 1960 He came here for me, voor vrouwenkoor (SSA), gemengd koor (SATB) en buisklokken
- 1960 Fanfare for a Festival, voor gemengd koor, koperblazers en pauken
- 1960 All Praise to Music, voor gemengd koor, koperblazers en pauken
- 1961 Five Anthems for young Choirs of Prayer, voor tweestemmige koor (SA) en piano
- 1973 Thy Truth is Great, voor gemengd koor en orgel
- 1980 For Freedom in Conscience, voor gemengd koor, orgel en trompetten
- 1983 Three Settings of the Moon, vrouwenkoor (SA), piano, marimba en klokkenspeel
  1. The Moon does not sleep
  2. Autumn Lullaby
  3. Ask the Moon
- 1990 And this shall be for Music, voor gemengd koor en koperblazers
- 1991 Songs of Praise and Reconciliation, voor gemengd koor, mannenkoor, piano en slagwerk
  1. Prime (The Hour of Sunrise)
  2. Lauds (Praise High Day)
  3. Vespers (Time of the Evening Star)
- 2001 Proclaim this Day for Music, voor gemengd koor, koperblazers en slagwerk

### Filmmuziek
- 1976 Alice in Wonderland